# A change of destiny
A change of destiny of 天機算 is een Hongkongse TVB-serie uit 2007. Het hoofdthema is de bescherming van het milieu. Het beginlied "天数" is gezongen door Steven Ma en Joel Chan. Chinese astrologie en fengshui zijn de hoofdthema's van de serie. Het boek Tuibeitu komt in de serie voor.

## Rolverdeling
- Steven Ma als Yuen Hei
- Benny Chan als Yip Yeung
- Shirley Yeung als Fok Yee-Na
- Selena Li Sze-Wan als Sum Yi
- Yuen Wah als Lee Sing-Tin
- Mimi Lo als Princes Fei-Fung
- Joel Chan Shan-Chung als Siu Gok-Wah
- Lau Kong als Nam Fong-Man
- Rebecca Chan Sau-Chu als Yuen Zi-Yan
- Kwok Fung als the Song-dynastie keizer Zhao Kuangyin
- Yu Yeung als Yip Yeungs father
- Helen Ma als Yip Yeungs mother
- Fanny Ip Hoi-Yan als Mo Tap Lei 摩塔梨
- Fong Yi-Kei

## Verhaal
Het verhaal speelt zich af in China ten tijde van de Song-dynastie en het gaat over twee jonge mannen die op dezelfde dag geboren zijn, de twee leiden ieder een verschillend leven. Yip Yeung (Benny Chan) komt van een rijke familie, terwijl Yuen-Hei (Steven Ma) arm is en hoopt op een verandering van zijn toekomst. Lee Sing-Tin (Yuen Wah) is een goede vriend van Yuen Hei en wordt later de meester van de twee jonge mannen. De rijke jonge man wordt gek als hij het doel om keizer te worden niet bereikt. Aan het einde van de serie komen Lee Sing-Tin en Yuen Hei aan in Hongkong.
Welcome to the house 高朋滿座 · Best selling secrets 同事三分親 · The conquest 爭霸 · Ten brothers 十兄弟 · War and destiny 亂世佳人 · A change of destiny 天機算 · The family link 師奶兵團 · The green grass of home 緣來自有機 · Devil's disciples 強劍 · Fathers and sons 爸爸閉翳 · Steps 舞動全城 · Men don't cry 奸人堅 · Word twisters' adventures 鐵咀銀牙 · The building blocks of life 建築有情天 · The brink of law 突圍行動 · Best bet 迎妻接福 · Life art 寫意人生 · Heart of greed 溏心風暴 · On the first beat 學警出更 · The drive of life 歲月風雲 · The ultimate crime fighter 通天幹探 · Marriage of inconvenience 兩妻時代 · Survivor's law II 律政新人王II · The colours of love 森之愛情 · Heavenly in-laws 我外母唔係人 · The slicing of the demon 凶城計中計 · Phoenix rising 蘭花劫